# Дмитриев-Севская операция
Дмитриев-Севская наступательная операция,  также известная под наименованиями Боевые действия на севском направлении, Севско-Орловская наступательная операция, Севская операция) — наступательная операция советских войск Центрального фронта в годы Великой Отечественной войны, проводившаяся 25 февраля — 28 марта 1943 года; составная часть неудавшегося замысла по разгрому немецкой группы армий «Центр» в феврале-марте 1943 года.

## План операции
К началу февраля 1943 года на советско-германском фронте в результате победы советских войск в Сталинградской битве сложилась выгодная для Красной Армии стратегическая обстановка: на всем южном фланге советские войска теснили противника, который истратил резервы в предшествующие месяцы и не мог остановить советское наступление. Ставка Верховного Главнокомандования решила воспользоваться этой обстановкой и расширить фронт наступления, нанести крупное поражение немецкой группе армий «Центр» (командующий генерал-фельдмаршал Ханс Гюнтер фон Клюге). Цель готовящейся стратегической операции — на первом этапе концентрическими ударами войск Брянского фронта и левого крыла Западного фронта разгромить орловскую группировку врага (2-я немецкая танковая армия), а затем с прибытием армий бывшего Донского фронта из-под Сталинграда развить наступление в общем направлении на Смоленск, выйти в тыл ржевско-вяземской группировки противника и во взаимодействии с Калининским фронтом и Западного фронта окружить и уничтожить основные силы группы армий «Центр». Соответствующая директива № 30043 была подписана Верховным Главнокомандующим И. В. Сталиным 6 февраля 1943 года.
Основную роль в разгроме действовавшей южнее Орла 2-й немецкой армии (командующий генерал пехоты Вальтер Вейсс) из состава группы армий «Центр» должен быть сыграть Центральный фронт (командующий генерал-полковник К. К. Рокоссовский), только что созданный в составе 21-й и 65-й армий бывшего Донского фронта, а также 70-й и 2-й танковой армий из резерва Ставки. Центральный фронт должен был развернуться северо-западнее Курска и 15 февраля перейти в наступление через Севск и Унечу на Новгород-Северский, Могилёв и выйти в районы Орши, Гомеля и Смоленска. В этих районах Центральный фронт должен был соединиться с наступавшими навстречу войсками Западного и Калининского фронтов.
Однако для выполнения столь грандиозной задачи (запланировано продвижение на 500 километров за месяц!) сил фронта явно не хватало, а срок для сосредоточения войск в исходных районах был абсолютно нереальным: две армии фронта находились под Сталинградом, в 700 километрах от места сосредоточения, и их предполагалось перебрасывать по единственной одноколейной железной дороге; резервные армии также должны были совершить марш в 270—300 километров. Операция должна была начаться 15 февраля 1943 года (позднее после неоднократных просьб К. К. Рокоссовского Сталин перенёс его на 24 февраля). В условиях снежных заносов и острой нехватки вагонов график переброски был сорван в самом начале. Попытка переброски техники и тылов своим ходом довершили хаос — артиллерия, техника, транспортные подразделения отстали от войск, было сорвано снабжение техники горючим, людей — питанием, конского состава — фуражом. Войска двигались к фронту без боеприпасов, но к местам сосредоточения войск их ещё не подали, попытка переброски боеприпасов параллельно с переброской войск окончательно закупорила все пути движения. В непрерывных маршах ещё до начала сражения были крайне измотаны люди и конский состав. Противник сразу вскрыл затянувшуюся переброску войск и принял меры для отражения советского наступления. К тому же наступление советских войск на других направлениях (Малоархангельская операция и Жиздринская операция), которым должен был содействовать Центральный фронт, уже захлебнулось.

## Начало операции: советское наступление
Только 25 февраля войска Центрального фронта смогли перейти в наступление на севском направлении, так и не завершив окончательного сосредоточения войск (частично в исходном районе сосредоточилась только 65-я армия генерал-лейтенанта П. И. Батова, 21-я армия вообще находилась в пути) и испытывая острейший недостаток боеприпасов и продовольствия. Так, в 2-й танковой армии генерал-лейтенанта А. Г. Родина из 408 танков в бой смогли пойти только 182 танка. Более-менее благополучно сосредоточилась только 70-я армия генерал-майора Г. Ф. Тарасова. Численность войск трёх участвовавших в наступлении армий составляла 256 820 человек. Немецкие войска упорно оборонялись, например, сражение на подступах к городу Дмитриев продолжалось с 28 февраля по 2 марта. Тем не менее, благодаря мужеству советских войск удалось прорвать оборону противника и начать трудное продвижение на запад. 2 марта 2-я танковая армия освободила Севск, где была почти полностью уничтожена оборонявшая город бригада «Русской народной освободительной армии». К 6 марта 65-я и 2-я танковая армии продвинулись на 30 — 60 километров. Была перерезана железная дорога Брянск — Конотоп. Введённый в этот день в сражение усиленный 2-й гвардейский кавалерийский корпус генерала В. В. Крюкова с приданными ему тремя стрелковыми лыжными бригадами (так называемая конно-стрелковая группа) прорвался на 100—120 километров и к 10 марта вышел к Трубчевску и на реку Десна севернее Новгород-Северского.
Таким образом, даже в труднейших условиях войска Центрального фронта прорвали немецкую оборону и вышли глубоко в тыл немецкой группы армий «Центр». Возникла угроза её серьёзного поражения и исполнения замысла общей стратегической операции советских войск. Для развития успеха требовались резервы, но их у советского командования уже не было. На южном участке фронта немецкие войска нанесли первые удары по вышедшим на подступы к Днепру советским войскам и вынудили их к отступлению, началась Харьковская оборонительная операция. По приказу Сталина от 11 марта туда была спешно переброшена из фронта Рокоссовского завершавшая сосредоточение 21-я армия, ударом которой он планировал развить успех. На Брянском и Западном фронтах непрерывные попытки наступления советских армий истощили все их силы без сколько-нибудь значимых результатов. Также немецкое командование в это время благополучно выводило свои войска из Ржевско-Вяземского выступа и перебрасывало их на угрожаемые участки, в том числе и против Центрального фронта.
Учитывая осложнение обстановки, Ставка Верховного Главнокомандования своей директивой № 30067 от 7.03.1943 изменило задачу войскам Центрального фронта, перенацелив его на разгром дмитриевско-орловской группировки немецких войск. Начавшаяся перегруппировка войск на новое направление неизбежно затруднило поддержку ушедшим далеко на запад передовым войскам.
По утверждению К. К. Рокоссовского, командующий конно-стрелковой группой В. В. Крюков игнорировал его указание на укрепление флангов против выявленных там скоплений войск противника и продолжал безоглядное продвижение на запад, чем поставил свои войска в крайне тяжелое положение.

## Завершение операции: немецкое контрнаступление
12 марта 1943 года немецкие войска перешли в контрнаступление. Против конно-стрелковой группы Крюкова были брошены в бой сразу 6 дивизий (из них три венгерские), которые фланговыми ударами окружили далеко вырвавшиеся вперёд её войска. Кавалеристы и лыжники вели тяжёлые оборонительные бои. Героические действия этой группы оттянули на себя значительные силы противника. К 20 марта конно-стрелковая группа отошла с большими потерями к Севску и обороняла его несколько дней. В связи с общим провалом наступления центральных фронтов по приказу Ставки 21 марта 1943 года соединения Центрального фронта перешли к обороне на рубеже Мценск — Новосиль — Брянцево — восточнее Севска — Рыльск. Основные усилия командования фронта сосредоточились на спасении конно-стрелковой группы, но несколько попыток прорвать фронт и выйти к Севску были отбиты немцами. 27 марта немецкие войска выбили советские части из Севска. Остатки конно-стрелковой группы генерала Крюкова при содействии атаки войск фронта 28 марта прорвались из окружения, после чего линия фронта стабилизировалась. Примерно половина занятой в ходе операции советскими войсками территории была оставлена. Так образовался выдвинутый на запад центральный участок Курской дуги. План советского командования по разгрому орловской группировки и группы армий «Центр» зимой — весной 1943 года был сорван противником.
Тем не менее, по мнению отечественных историков, понесённые 9-й немецкой армии потери существенно подорвали её боевую мощь, что сыграло свою роль в её неудачных наступательных действиях в ходе Курской битвы.

## Потери сторон
Потери советских войск оказались значительными: 30 439 человек безвозвратные (погибшие и захваченные в плен) и 39 968 человек санитарные. Погиб каждый десятый из бойцов, бывших на фронте к началу наступления. Основные потери пришлись на конно-стрелковую группу: по опубликованным данным, из её состава погибли около 15 000 бойцов, осталось в живых менее 3000 человек. Советская 2-я танковая армия потеряла 128 танков и 13 695 бойцов (в том числе 3520 убитыми и 882 — пропавшими без вести).
Потери немецко-венгерских войск неизвестны. По отрывочным данным отдельных частей, приведённым в статье В. Н. Абашкина «Севский март», было уничтожено не менее 20 000 солдат противника, около 3000 взято в плен.
Согласно «Справке о трофеях и потерях войск Центрального фронта» за конец февраля — март 1943 года потери противника составили 33172 солдата и офицера убитыми и 3 229 пленными, уничтожено 205 танков, 187 орудий и 316 миномётов, захвачено 11 танков, 155 орудий и 161 миномёт.
В операции участвовали брянские и орловские партизаны, получившие задачи усилить диверсии на коммуникациях противника и взаимодействовать с наступавшими частями. По их данным, за март 1943 года было уничтожено 1849, ранено 164 и захвачено в плен 685 немецких и венгерских солдат, а также их пособников из числа предателей Родины; потери партизан в этих боях составили 57 убитых, 4 пропавших без вести и 180 раненых.
В советской исторической науке данная операция была малоизученной, у неё даже отсутствовало общепринятое наименование. Наиболее полным упоминанием о ней была глава в мемуарах К. К. Рокоссовского, иногда о ней писали и иные участники этих событий в своих воспоминаниях. Только после 2000 года появилось несколько исследований о ней.